# Túneles de La Planicie
El Túnel La Planicie o alternativamente  Túneles de La Planicie es el nombre que recibe una infraestructura vial localizada en el Municipio Libertador al oeste del Distrito Metropolitano de la ciudad de Caracas y al centro norte del país sudamericano de Venezuela.
Se le denomina La Planicie 1 y Planicie 2 pues es parte de una serie de estructuras conocidas colectivamente como Túneles de la Planicie. El mayor de los 2 túneles con el mismo nombre, posee 735 metros de longitud mientras que el segundo posee 660 metros. Fue inaugurado originalmente en 1962. Ha sido modernizado y remozado en diversas ocasiones, destacando los trabajos realizados entre marzo de 1980 y julio de 1986.
Se ubica concretamente en la Autopista Norte-Sur en la vía que conduce a la Autopista Caracas-La Guaira, cerca al Hospital Militar Doctor Carlos Arvelo y a la urbanización 23 de Enero. Otras zonas populares cercanas son el Barrio Sierra Maestra, el Barrio la Planicie, el Barrio Los Eucaliptos, el Barrio El Observatorio y el Sector de los Flores de Catia.

## Datos
- El primero de los túneles está iluminado con lámparas fluorescentes que le brindan una tonalidad blanca ligeramente azulada, en tanto que el segundo posee lámparas de sodio que le dan una tonalidad amarillo naranja muy similar al túnel de Turumo.
- El primero de los túneles en sentido sur-norte conecta a la vía que va hacia el sector Los Flores de Catia, viceversa conecta directamente hacia el distribuidor La Araña y la autopista Sur Caracas (en dirección hacia El Cementerio y Coche). El segundo túnel en sentido sur-norte conecta con la autopista Caracas-La Guaira, viceversa conecta el ramal del distribuidor La Araña en dirección hacia Caricuao y el centro y este de Caracas.
- A principios de los años 90, en el túnel de La Planicie 2 se presentó en la capa asfáltica un fenómeno llamado "mancha negra",[7] la cual consistía en una capa aceitosa en el asfalto que provocó numerosos accidentes. Motivo por el cual en aquella época tuvo que ser temporalmente cerrado.